# ミクニテンナンショウ
ミクニテンナンショウ（三国天南星、学名:Arisaema planilaminum）は、サトイモ科テンナンショウ属の多年草。
偽茎部は葉柄よりはるかに長く、葉は2個つける。仏炎苞口辺部は緑色で、耳状に開出し、仏炎苞舷部外面の中央はドーム状に盛り上がらず、やや平らになって前に曲がる。小型の株は雄花序をつけ、同一のものが大型になると雌花序または両性花序をつける雌雄偽異株で、雄株から雌株に完全に性転換する。

## 特徴
植物体の高さは70cmに達する。偽茎部の長さは葉柄よりはるかに長く、葉柄基部の開口部は襟状に開出する。葉は2個つき、全体の形状はカントウマムシグサ Arisaema serratum に似る。葉身は鳥足状に7-15小葉に分裂し、小葉間の葉軸が発達し、小葉は披針形から楕円形で、先端および基部はとがり、縁にはしばしば細かい鋸歯がある。
花期は4-6月。葉と花序が地上に出て、葉が先に展開し仏炎苞はやや遅れて開く。花序柄は葉柄部とほぼ同じ長さかまたは短い。仏炎苞筒部は淡色で縦の筋がなく、上部に向かってやや開く円筒形になり、仏炎苞口辺部は耳状に開出する。仏炎苞口辺部および仏炎苞舷部は緑色で、舷部は広卵形ときに卵形、舷部基部から舷部内面の中央脈に沿っては淡色で、内面および外面の中央の白い筋が目立ち、その他は緑色となり、舷部内面の緑色部分には隆起する細かい脈がある。舷部外面の中央はドーム状に盛り上がらず、やや平坦になり、舷部先端はややとがって前に曲がる。舷部と筒部の長さはほぼ同じ。花序付属体は淡緑色で、基部に柄があり、棒状になって直立し、仏炎苞舷部筒口部からほとんど突出しない。ひとつの子房に5-8個の胚珠がある。染色体数は2n=28。

## 分布と生育環境
日本固有種。本州の関東山地（群馬県、長野県、埼玉県、山梨県）および茨城県、愛知県の内陸部に分布し、落葉広葉樹林の林下に生育する。関東山地では、海抜 900-1300mの落葉広葉樹林のやや暗い林床に生育し、狭い範囲にのみ見られるという。

## 名前の由来
和名 ミクニテンナンショウは、「三国天南星」の意で、本種が、上野国（群馬県）の十石峠、武蔵国（うち、埼玉県）の二子山・武甲山・両神山、信濃国（長野県）の角間渓谷に分布し、上野国、武蔵国および信濃国の三国に分布することによる。学名とともに邑田仁 (1978) による命名である。
タイプ標本の採集地は、群馬県多野郡上野村の十石峠。

## ギャラリー

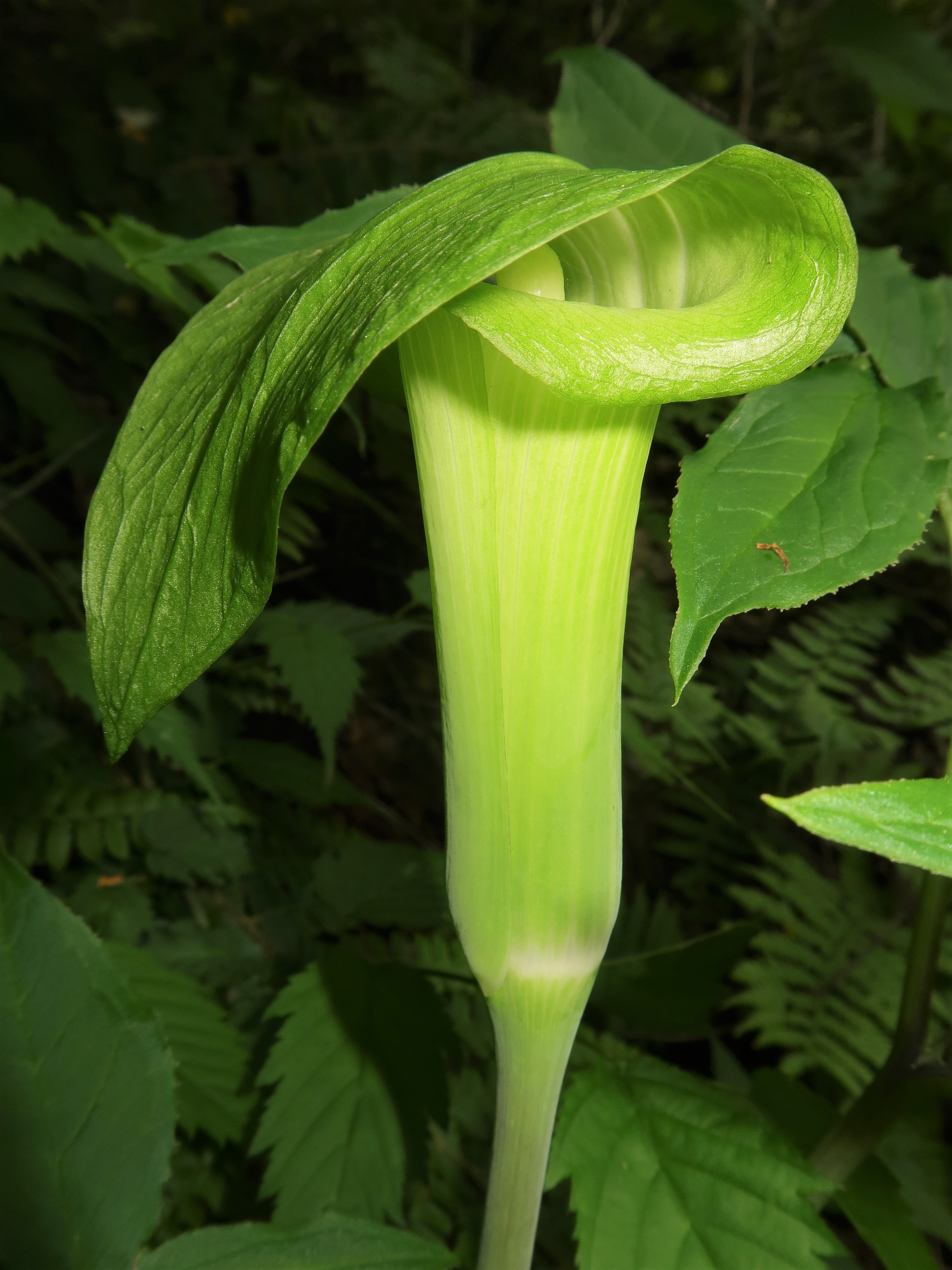
仏炎苞筒部は淡色で縦の筋がなく、上部に向かってやや開く円筒形になり、仏炎苞口辺部は緑色で耳状に開出する。
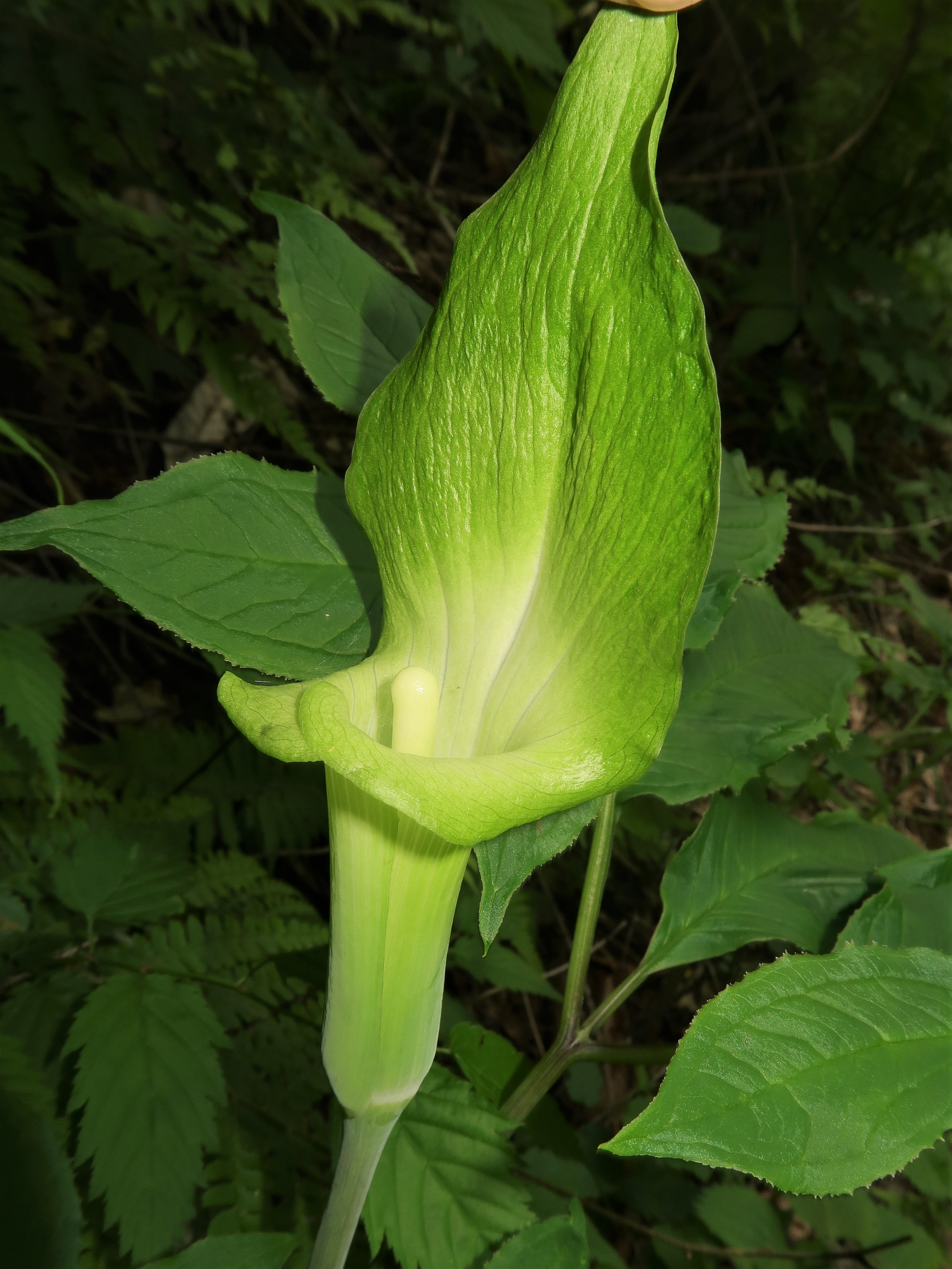
仏炎苞舷部の先端を持ち上げて撮影。舷部は広卵形、舷部基部から舷部内面の中央脈に沿っては淡色で、内面の中央の白い筋が目立ち、その他は緑色となり、舷部内面の緑色部分には隆起する細かい脈がある。
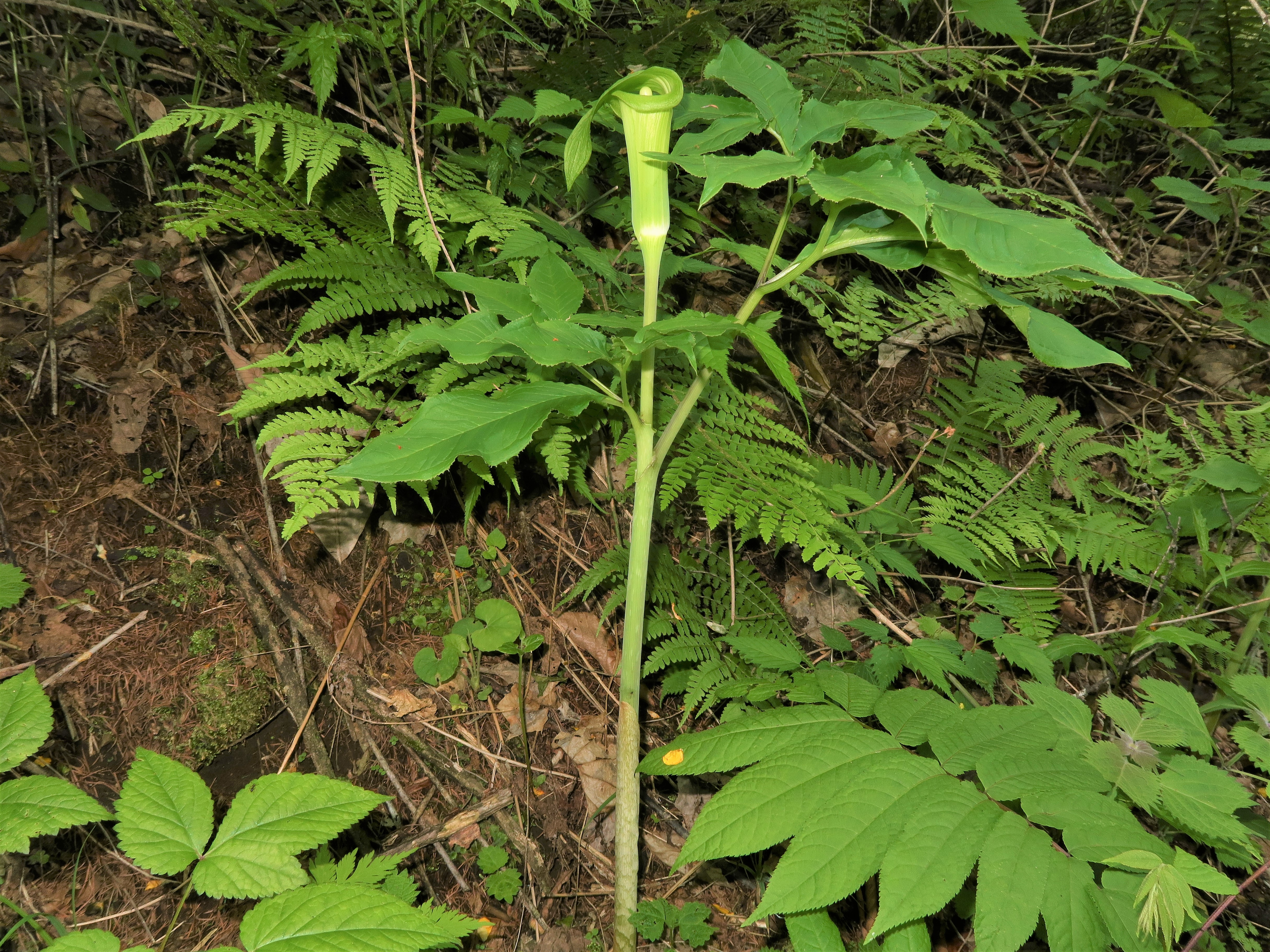
偽茎部の長さは葉柄よりはるかに長い。
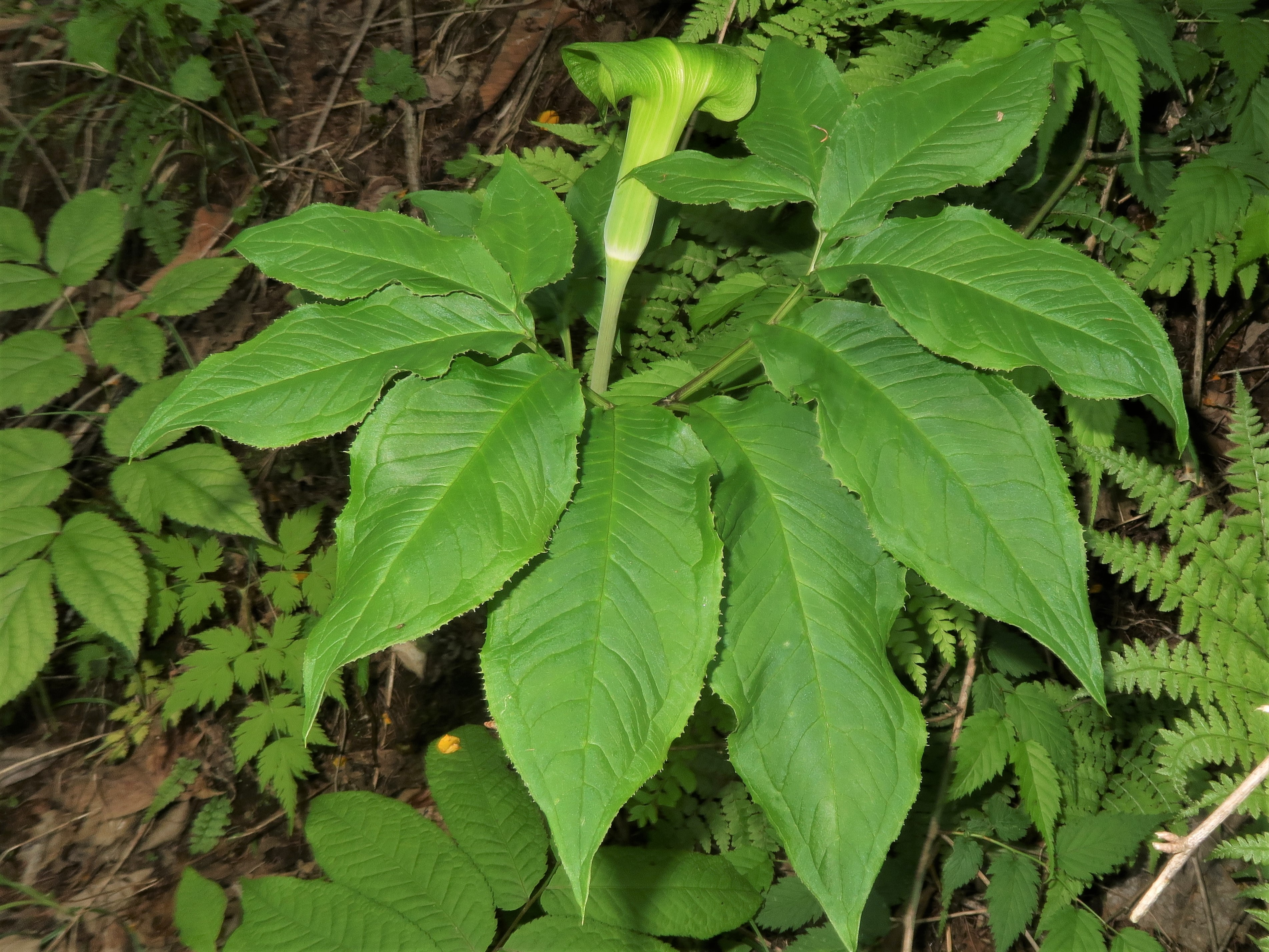
葉は2個つき、この個体は、下部につく第1葉は小葉が11個に分裂し、縁に細鋸歯があり、葉軸が発達する。仏炎苞舷部外面の中央に白い筋が目立つ。
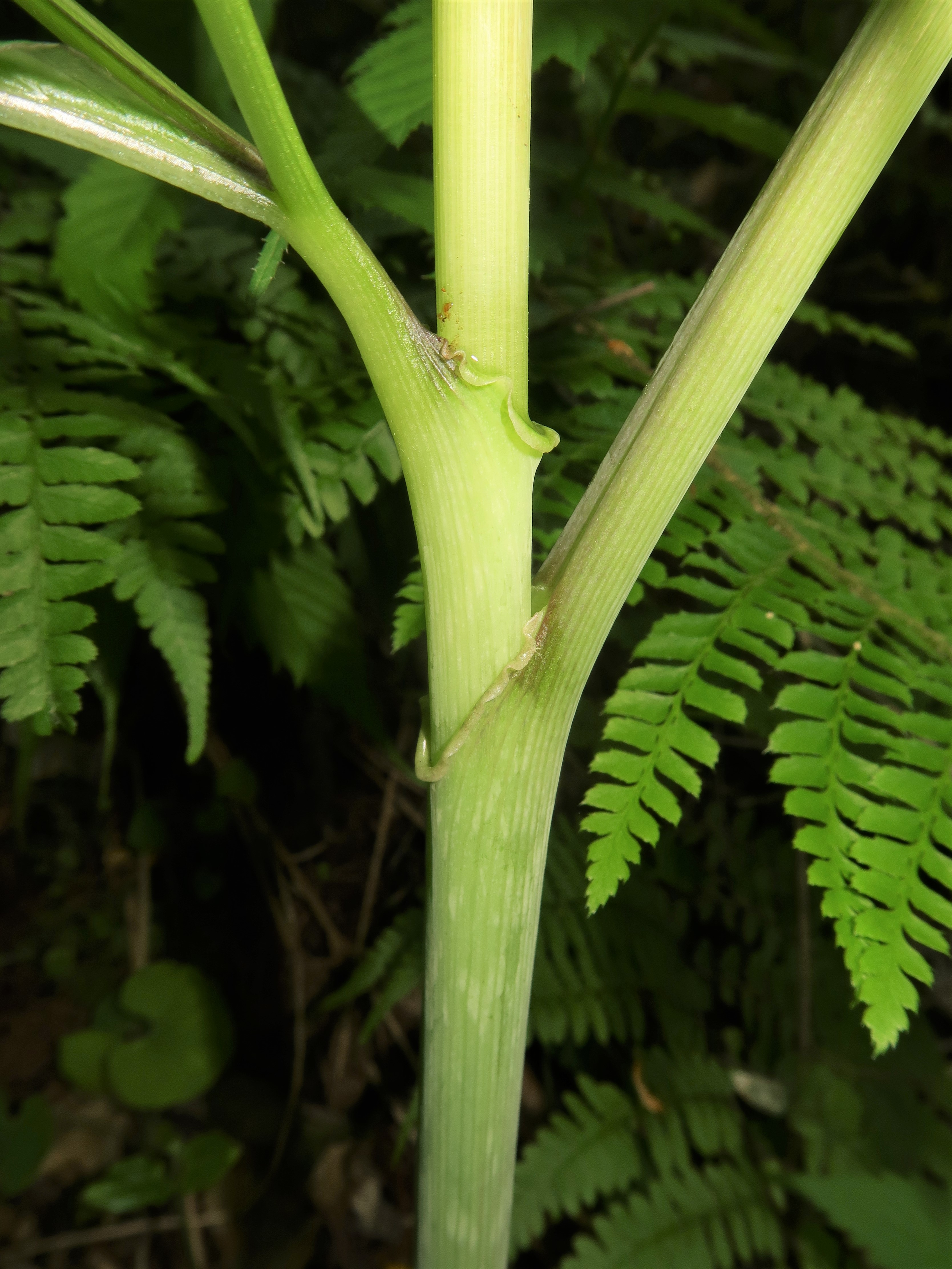
偽茎部の葉柄基部の開口部が襟状に開出する。

## 近縁種
カントウマムシグサ Arisaema serratum に似る。同種の分布域は広く、北海道、本州、四国、九州、韓国（済州島）に分布する。同種は、仏炎苞が緑色または紫褐色をおび、白い縦の筋があり、仏炎苞口辺部は狭い耳状に開出または半曲する。仏炎苞舷部内面に隆起する細い縦の脈がある。花序付属体は細い棒状から上部で太くなるものまで変異が大きい。一方、本種の分布域は狭く、仏炎苞は緑色で、中央の1本の白い筋が目立ち、仏炎苞口辺部はやや広く耳状に開出する。仏炎苞舷部内面に隆起する細い縦の脈は、舷部外側の緑色部分にあるが、中央の淡色から白色部分は平滑になる。花序付属体は棒状になる。